# Južnoameriška plošča
Južnoameriška plošča je velika tektonska plošča, ki vključuje celino Južne Amerike, pa tudi precejšnjo regijo morskega dna Atlantskega oceana, ki se razteza proti vzhodu do Afriške plošče, s katero tvori južni del Srednjeatlantskega hrbta. Njena velikost je 43.600.000 km², hitrost premikanja proti zahodu pa 27–34 mm na leto.
Vzhodni rob je divergentna meja z Afriško ploščo; južni rob je kompleksna meja z Antarktično ploščo, Škotsko ploščo in Sendvičevo ploščo; zahodni rob je konvergentna meja s subdukcijsko Nazca ploščo; severni rob pa je meja s Karibsko ploščo in oceansko skorjo Severnoameriške plošče. Na trojnem križišču Čila, blizu zahodne obale polotoka Taitao–Tres Montes, se oceanski hrbet, znan kot Chile Rise, aktivno potopi pod Južnoameriško ploščo.
Geološke raziskave kažejo, da se Južnoameriška plošča odmika proti zahodu od Srednjeatlantskega hrbta: »Deli meja plošče, ki so sestavljeni iz menjavanja razmeroma kratkih transformacijskih prelomov in segmentov razprostrtega hrbta, so predstavljeni z mejo, ki sledi splošnemu trendu.«  Posledično se proti vzhodu premikajoča in bolj gosta Nazca plošča potopi pod zahodni rob Južnoameriške plošče, vzdolž pacifiške obale celine, s hitrostjo 77 mm na leto. Trčenje teh dveh plošč je odgovorno za dviganje ogromnega gorovja Andov in za nastanek številnih vulkanov (vključno s stratovulkani in ščitnimi vulkani), ki so posejani po njih.